# Менард (Тексас)
Менард (енгл. Menard) град је у америчкој савезној држави Тексас. По попису становништва из 2010. у њему је живело 1.471 становника.

## Демографија
Према попису становништва из 2010. у граду је живело 1.471 становника, што је 182 (11,0%) становника мање него 2000. године.
| Група             | 2000.       | 2010.       |
| Белци             | 970 (58,7%) | 783 (53,2%) |
| Афроамериканци    | 11 (0,7%)   | 7 (0,5%)    |
| Азијати           | 6 (0,4%)    | 0 (0,0%)    |
| Хиспаноамериканци | 650 (39,3%) | 675 (45,9%) |
| Укупно            | 1.653       | 1.471       |